# Pria
Pria – wieś w Rumunii, w okręgu Sălaj, w gminie Cizer. W 2011 roku liczyła 391 mieszkańców.